# Crestone Peak
Crestone Peak – szczyt w Gór Skalistych, w paśmie Sangre de Cristo. Leży 8 km na wschód od Crestone w stanie Kolorado. Jest to siódmy pod względem wysokości szczyt Gór Skalistych. Razem z Crestone Needle, Kit Carson Peak oraz Humboldt Peak tworzy on grupę zwaną Crestones.
Pierwszego wejścia na szczyt dokonali Eleanor Davis, Joe Deutschbein, Albert Ellingwood i Frances Rogers 24 lipca 1916 r.